# Konjščina
 Konjščina  falu és község Horvátországban Krapina-Zagorje megyében. Közigazgatásilag Bočadir, Bočaki, Brlekovo, Donja Batina, Donja Konjščina, Galovec, Gornja Konjščina, Jelovec, Jertovec, Klimen, Kosovečko, Krapina Selo, Pešćeno, Sušobreg és Turnišće tartozik hozzá.

## Fekvése
Krapinától 27 km-re délkeletre, Zágrábtól 33 km-re északkeletre a megye keleti részén, a Horvát Zagorje területén a Korpona és a Selnica-patak partján fekszik.

## Története
A település Szent Miklós plébániáját Szelnica néven említi 1334-ben a zágrábi káptalan statútuma. Következő említésekor 1501-ben már Szent Domonkos tiszteletére volt szentelve, az egyetlen horvátországi Szent Domokos plébániaként a Szávától északra. A történészek többsége megegyezik abban, hogy a település nevét egykori birtokosáról a Konszkai (Konjski) családról kapta, akik előbb bárói, majd grófi rangot kaptak. Kercselich Ádám Boldizsár írja a zágrábi egyház történetében, hogy egy 1477-es forrás alapján, hogy  az itteni erősség régebbi mint gondolnánk. Eszerint a Mátyás korabeli okirat szerint, melyben  a király engedélyezte Konszkai Kristófnak és Jánosnak, hogy a mai Konjscsinában egy erősséget építhessenek fel, mivel "Kheene" várát II. András egykor lerombolta. A leírás alapján a Zagorje területén állt vár valószínűleg megegyezik a későbbi Konszka (Konjščina) várával, akkor pedig elődje legalább a 13. század elején kellett hogy felépüljön.
1544-ben a vár mellett csata zajlott Ulama pasa pozsegai szandzsákbég, valamint Zrínyi Miklós bán és gróf Wildenstein György seregei között, mely előtt a Szűzanya csodatevő képét a Szent Vid kápolnából Máriabesztercére menekítették, hogy a török kezébe ne kerüljön. A vesztes csata után menekülő Wildenstein a várat övező várárokba veszett, Zrínyi is alig tudott a várba jutni. A várat 1573-ban a felkelő parasztok eredménytelenül ostromolták, 1772-től a zágrábi püspökség tulajdona lett és magtárrá alakították át. A Szent Domonkos templomot a 16. században építették, majd 1729 és 1732 között bővítették és barokk stílusban építették át. A plébánia épületét 1777-ben Galjuf püspök építtette. A plébániához akkor Cirkveno Selo (ma Donja Konjščina), Gorenci (ma Gornja Konjščina), Krapina Selo, Jelovec, Bočaki, Bočadir és  Kosovečko falvak tartoztak. 1789-ben Zlatartól ide csatolták Lipovec, Turnišče és Brlekovo, Belectől pedig Klimen és Batina falvakat. 1861-ben a plébániatemplom belseje s megújult, ekkor kapta új orgonáját. A település Trianonig Varasd vármegye Zlatari járásához tartozott. A községnek 2001-ben 4074, a falunak magának 987 lakosa volt.

## Nevezetességei
- Szent Domonkos tiszteletére szentelt plébániatemploma[2] a település központjában egy kis dombon áll. Mai formájában 1729 és 1732 között épült barokk stílusban, a korábbi 16. századi templom átépítésével és bővítésével. Tervezője a maribori Ivan Baisz volt. A templom egyhajós épület négyszögletes szentéllyel. A szentélytől északra található a sekrestye, a fő, nyugati homlokzat előtt pedig a harangtorony. A templomban két síremlék található Otilija Horvath 1851-ből, és Ivan Šandor Gjalski 1856-ból származó sírköve.

- A templomtól északra található a plébániaház, egy kétszintes téglaépület nyeregtetővel. Építése 1777-ben kezdődött egy korábbi faépület helyén. Ez a harmonikus késő barokk épület az egyik korábban épített plébániaház a Horvát Zagorje területén.

- Konszka (Konscsina) vára[3] a Selnica-patak két ága által közrefogott vizenyős réten található. A vár középkori eredetű, a 15. század második felében épülhetett, a 16. században azonban már biztosan állt. Négyszög alaprajzú síkvidéki vár volt, melynek három oldalán, a falak közepén egy-egy félkör alakú torony volt. A bejárat a negyedik oldalon volt. Mára a vár külső részei eltűntek, csak a tulajdonképpeni belső vár egykor magtárrá átalakított épülete áll, bár az eredetinél jóval alacsonyabb falakkal és a vizesárokkal. A vár a zágrábi érsekség tulajdona, amely az egész magmaradt részt tetőzettel fedette be. A vár mellett, egy kisebb  kastély is épült, amit egy földrengés úgy megrongált, hogy nagyobb részét le kellett bontani.

## Külső hivatkozások
- Hivatalos oldal
- Konszka várának története
- Az alapiskola honlapja
- Branko Nadilo: Síkvidéki és másféle erősségek az Ivánscsice hegységtől délkeletre, („Građevinar” folyóirat 2004/56. évfolyama 3. száma)